# Берли (Вашингтон)
Берли (енгл. Burley) насељено је место без административног статуса у америчкој савезној држави Вашингтон.

## Демографија
По попису из 2010. године број становника је 2.057.
| Група             | 2000.    | 2010.         |
| Белци             | 0 (0,0%) | 1.799 (87,5%) |
| Афроамериканци    | 0 (0,0%) | 12 (0,6%)     |
| Азијати           | 0 (0,0%) | 22 (1,1%)     |
| Хиспаноамериканци | 0 (0,0%) | 75 (3,6%)     |
| Укупно            | 0        | 2.057         |